# Бруней
Бруне́й (малайск. Brunei / بروني, МФА: [brunaɪ]о файле), полное официальное название — Госуда́рство Бруне́й-Даруссала́м (малайск. Brunei Darussalam / نڬارا بروني دارالسلام, в переводе означает «Бруней — обитель мира») — государство (султанат) в Юго-Восточной Азии, на северо-западном берегу острова Калимантан. Омывается Южно-Китайским морем. Граничит только с Малайзией. Бруней — государство-полуанклав. 
Площадь — 5,8 тыс. км². Численность населения — 464 478. Столица — Бандар-Сери-Бегаван. Входит в Содружество наций.

## Этимология
Бруней был основан Аванг Алак Бетатаром, который в 1363 году принял ислам и стал первым султаном Брунея под именем Мухаммад Шах. Согласно легенде, Аванг Алак Бетатар во время путешествия открыл устье ранее неизвестной реки и воскликнул «Baru nah!» (обычно переводится как «здесь!»), откуда и произошло название реки, а в последующем — султаната. В последующем название трансформировалось в Barunai, возможно, под влиянием санскр. वरुण варун, которое означает либо «океан», либо мифологического «владыку океана». В полном названии страны — «Негара Бруней Даруссалам» — «Даруссалам» (араб. دار السلام‎) означает «обитель мира», в то время как «Негара» означает «страна» на малайском языке.
На Западе султанат Бруней стал известен в XVI веке, в частности, в своих записках примерно 1550 года итальянский путешественник Лодовико Вартема писал:

Мы прибыли на остров Борней (Бруней или Борнео), который находится на расстоянии около двухсот миль от Малуч, и обнаружили, что он несколько больше, чем вышеупомянутый и гораздо ниже. Местное население — язычники и люди доброй воли. Их цвет белее, чем у другого рода… На этом острове хорошо организовано правосудие…— 

## Физико-географическая характеристика

### Географическое положение
Бруней расположен в Юго-Восточной Азии, на северо-западном берегу острова Калимантан и состоит из двух отдельных областей, разделённых приблизительно 30-километровым участком малайзийской территории. На севере омывается Южно-Китайским морем. Морское побережье неоднородно, на северо-востоке находится бухта Бруней со множеством островов, на западе преобладает песчаный пологий берег.

### Рельеф и геологическое строение
Западный Бруней — холмистая низменность, на юге располагаются предгорья. Восточная часть состоит из прибрежной равнины, которая сильно заболочена. Самая высокая точка — гора Букит-Пагон, 1850 м.

### Водные ресурсы
В стране нет крупных озёр и рек. Среди озёр среднего размера — Меримбун, являющееся составной частью одноимённого заповедника дикой природы. Реки Бруней, Тудонг, Тембуронг и Белайт текут с холмов южной части страны на север, впадая в Южно-Китайское море.

### Климат
Климат влажный, экваториальный. Подвержен сильному воздействию муссонов из акватории Южно-Китайского моря. Бывают землетрясения. Небольшие реки стекают с возвышенностей и холмов на север к морю. Температура воздуха в течение всего года колеблется около +26 °C. Более 75 % территории покрыто влажными тропическими лесами. Также в полосе прилива на побережье Брунея распространены мангры.
| Показатель                    | Янв. | Фев. | Март | Апр. | Май  | Июнь | Июль | Авг. | Сен. | Окт. | Нояб. | Дек. | Год  |
| ----------------------------- | ---- | ---- | ---- | ---- | ---- | ---- | ---- | ---- | ---- | ---- | ----- | ---- | ---- |
| Абсолютный максимум, °C       | 34,1 | 36,7 | 37,1 | 37,8 | 36,6 | 36,2 | 36,2 | 37,6 | 36,0 | 35,3 | 34,9  | 34,2 | 37,8 |
| Средний суточный максимум, °C | 30,2 | 30,5 | 31,6 | 32,2 | 32,2 | 32,2 | 32,0 | 32,2 | 31,8 | 31,4 | 31,3  | 30,9 | 31,5 |
| Средняя температура, °C       | 26,8 | 26,9 | 27,5 | 27,9 | 27,9 | 27,6 | 27,4 | 27,5 | 27,3 | 27,0 | 27,0  | 26,9 | 27,3 |
| Средний суточный минимум, °C  | 24,0 | 24,1 | 24,2 | 24,3 | 24,4 | 24,0 | 23,7 | 23,8 | 23,7 | 23,6 | 23,7  | 23,7 | 23,9 |
| Абсолютный минимум, °C        | 19,0 | 20,0 | 21,0 | 21,0 | 21,0 | 20,0 | 19,9 | 19,8 | 20,8 | 21,0 | 20,8  | 20,0 | 19,0 |
| Норма осадков, мм             | 333  | 180  | 133  | 237  | 251  | 195  | 251  | 243  | 286  | 314  | 337   | 367  | 3126 |
| Источник: «Погода и Климат»   |      |      |      |      |      |      |      |      |      |      |       |      |      |

## История

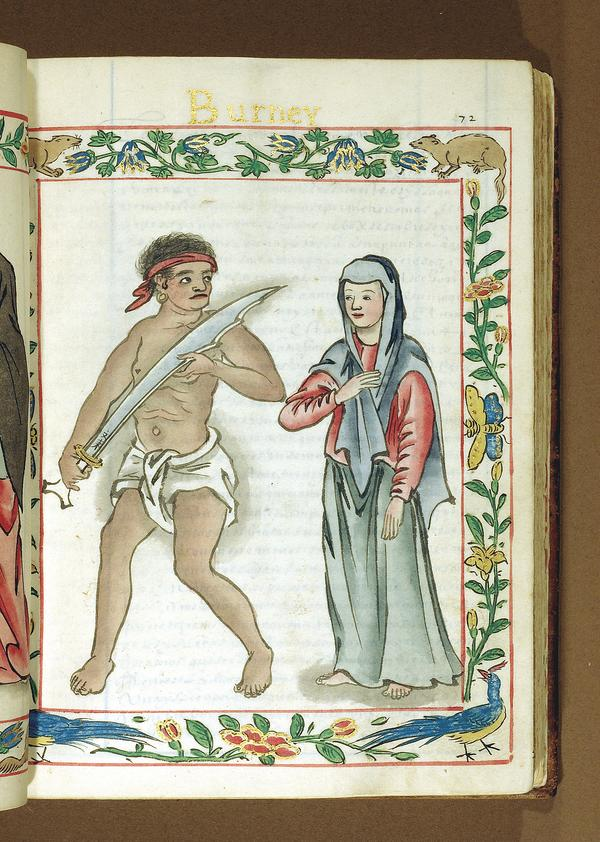
Жители Брунея на Филиппинах. Миниатюра «Кодекса [Чарльза] Боксера» (1590)

Первые государства на территории Брунея были созданы малайцами в конце I тысячелетия до нашей эры. В начале нашей эры территории современного Брунея стали одним из центров международной торговли. В китайских хрониках VI—VII веков упоминается под названием «Поло», «По-ли», «Бун-лай». В XIV веке, когда к власти пришла династия Болкиах, государственной религией Брунея стал ислам.
В XVI веке Бруней представлял собой могущественное феодальное государство, занимавшее значительную часть острова Борнео и некоторые соседние острова. Таким его увидели моряки экспедиции Фернандо Магеллана, чьи корабли побывали здесь в 1522 году.
В 1839 году находившийся на службе султана британский авантюрист Джеймс Брук подавил восстание даяков, угрожавшее положению султана, и получил от него «в подарок» за услугу земли на севере страны (Саравак) и титул «раджи». Династия «белых раджей» (Бруков) правила там вплоть до Второй мировой войны, во время которой территория Саравака была оккупирована Японией. После окончания войны Саравак перешёл в непосредственное подчинение британской короны, а в 1962 году вошёл в состав Малайзии.
В 1888 году весь Бруней стал британским протекторатом. В 1959 году после ряда восстаний Великобритания предоставила Брунею автономию в вопросах внутреннего самоуправления. Планировалось вхождение Брунея в состав Малайзии в 1962 году, однако восстание под руководством Народной партии Брунея (НПБ) сорвало эти планы. Восстание было жестоко подавлено британскими войсками (погибло 45 человек, включая 5 британцев). Султан, которого британцы подозревали в симпатиях к НПБ, впоследствии вынужден был отречься от престола в пользу своего сына. 1 января 1984 года была провозглашена полная независимость.
В 1992 году была принята концепция «Малайская исламская монархия». Султан Хассанал Болкиах проводит политику осторожной модернизации общества.
Бруней имеет дипломатические отношения с Россией с 1 октября 1991 года.

## Государственный строй

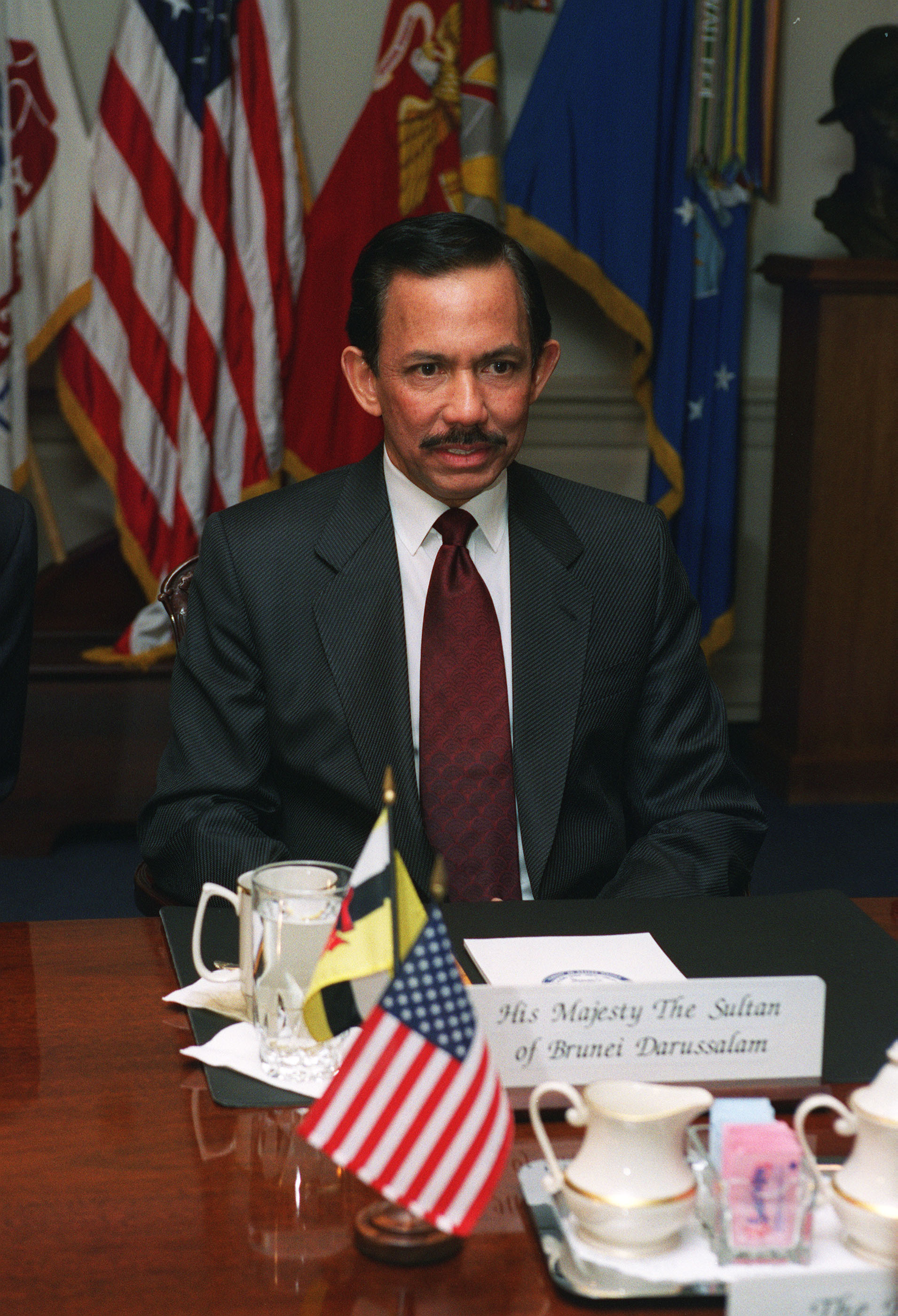
Султан Брунея Хассанал Болкиах

Форма правления в Брунее — абсолютная теократическая монархия с некоторыми внешними признаками конституционной монархии. Политический режим обладает патриархально-авторитарной формой.
Глава государства и правительства — султан. Он же является министром обороны, а также религиозным лидером мусульман страны. Правительство состоит в основном из представителей правящей династии Болкиах.
После того как в 1962 году в связи с попыткой вооружённого восстания в Брунее было введено чрезвычайное положение и распущен Законодательный совет, султан практически единолично управляет страной посредством своих декретов. Чрезвычайное положение продлевается султаном каждые 2 года.
Совещательные органы при монархе обладают ограниченными правами. Султан лично назначает членов Тайного совета, Религиозного совета и Совета по наследованию (трона), а с 1970 года — и Законодательного совета.

### Политические партии
- Брунейская национальная объединённая партия — единственная политическая организация в стране. Поддерживает монархию. Создана в 1986 году.

## Вооружённые силы и полиция
Королевские вооружённые силы Брунея состоят из:
Сухопутных сил — три пехотных батальона и батальон поддержки.
Военно-воздушных сил — три вертолётные эскадрильи, 1 эскадрилья транспортных самолётов, подразделения ПВО, технические и вспомогательные подразделения.
Военно-морского флота — 3 ракетных катера, 3 патрульных катера, 2 амфибии, 2 десантных катера, 17 малых речных катеров.
Кроме того, имеется «резервное подразделение гуркхов» — из ветеранов британской армии. Выполняет функции личной охраны султана и охраны нефтяных объектов. Подчинено министерству внутренних дел Брунея.

## Внешняя политика и международные отношения
Бруней присоединился к Ассоциации государств Юго-Восточной Азии (АСЕАН) 7 января 1984 года, через 6 дней после возобновления полной независимости, и с тех пор его членство в АСЕАН является приоритетом во внешней политике. Бруней присоединился к Организации Объединённых Наций в сентябре 1984 года. Он также является членом Организации исламского сотрудничества (ОИК), Азиатско-Тихоокеанского экономического сотрудничества (АТЭС) и Содружества наций. В Брунее состоялась встреча экономических лидеров АТЭС в ноябре 2000 года. В 2005 году его делегация приняла участие в инаугурационном Восточноазиатском саммите.

## Административное деление

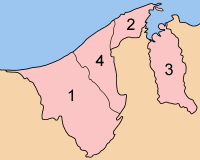
Административное деление Брунея

Бруней разделён на четыре округа, называемых даера:
1. Белайт,
2. Бруней-Муара,
3. Тембуронг,
4. Тутонг.

Округ Тембуронг отделён территорией Малайзии от других округов.

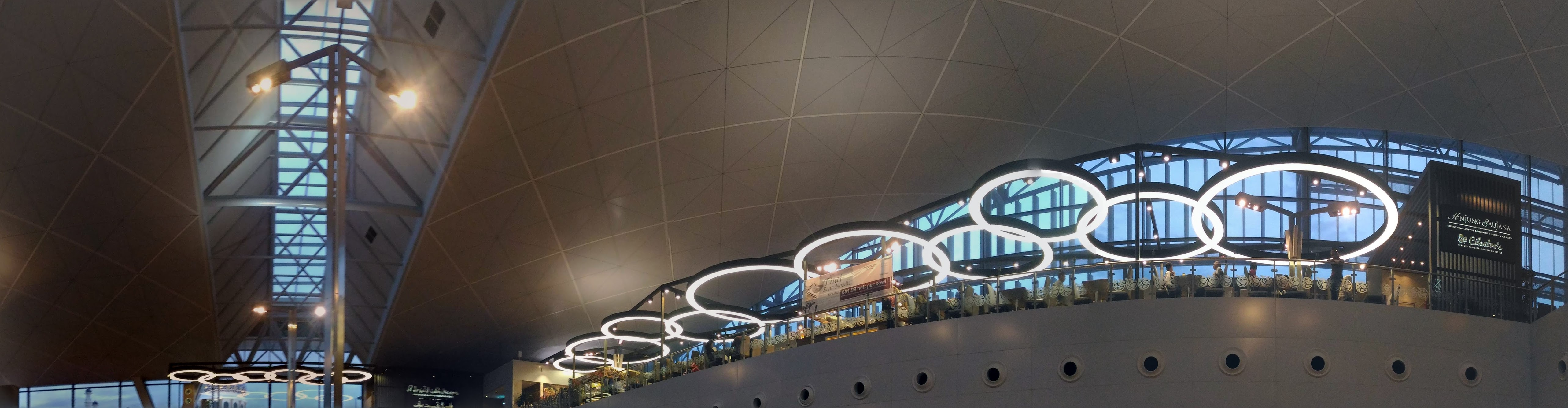
Зал прибытия Международный аэропорт Брунея

Округа разделены на более мелкие районы, называемые муким.

## Население

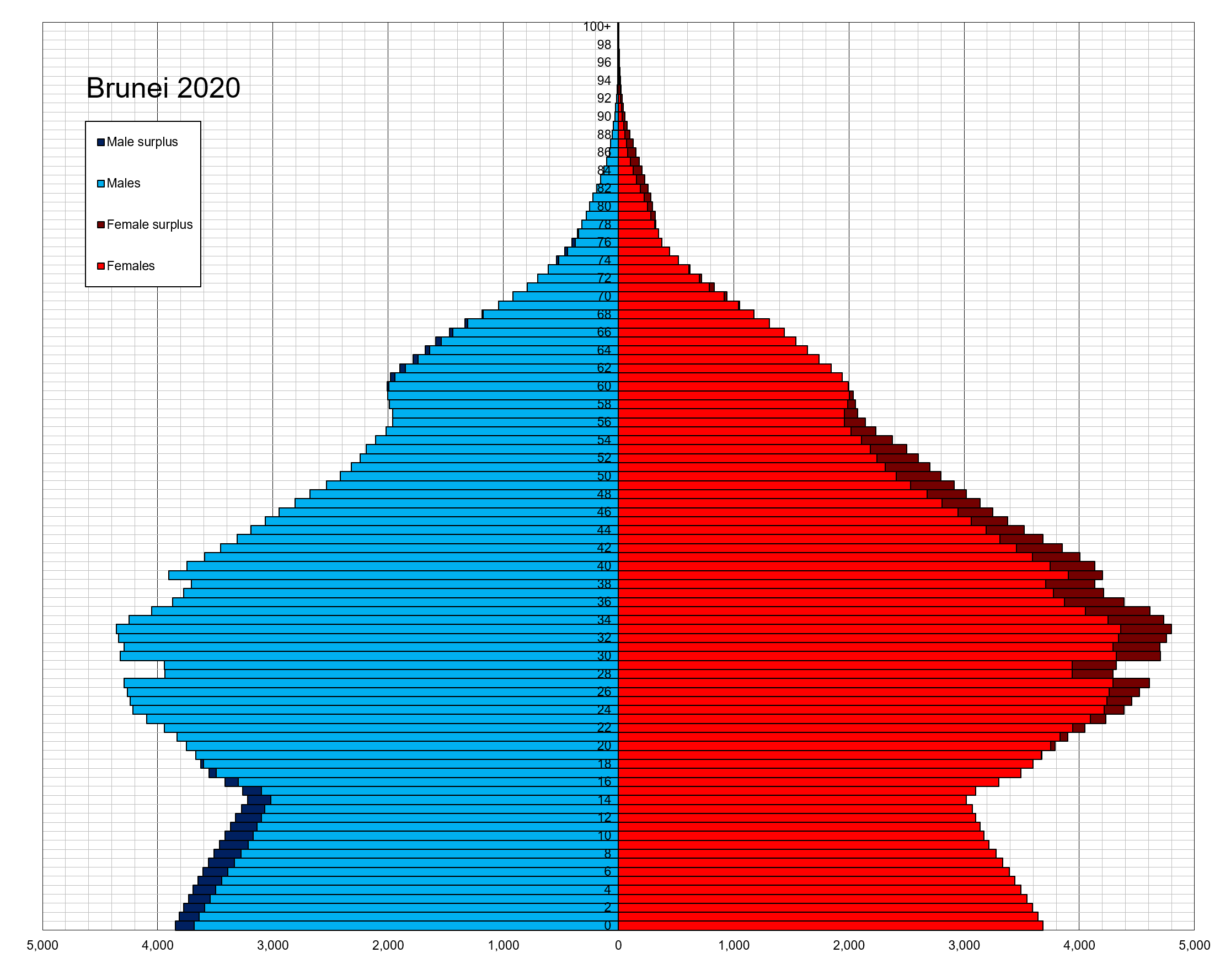
Возрастно-половая пирамида населения Брунея на 2020 год

Численность населения — 464 478 человек.
Годовой прирост — 1,51 %.
Средняя продолжительность жизни — 75,5 года у мужчин; 80,4 лет у женщин.
Этнический состав: малайцы (66 %), родственные им этнические группы — келаяны, ибаны, меланау, дусуны, муруты, даяки и др. — 8 %, живут также китайцы (11 %), европейцы, индийцы и др.
Официальный язык — малайский, распространены также английский и китайский языки.
Грамотность — 98,1 % мужчин; 93,4 % женщин (по данным на 2018 год).
Городское население — 78,3 %. Плотность населения — 80,57 чел./км². Заселён Бруней неравномерно: 1/2 населения живёт в столице, другая значительная часть сосредоточена в районе нефтяных промыслов.

### Религия

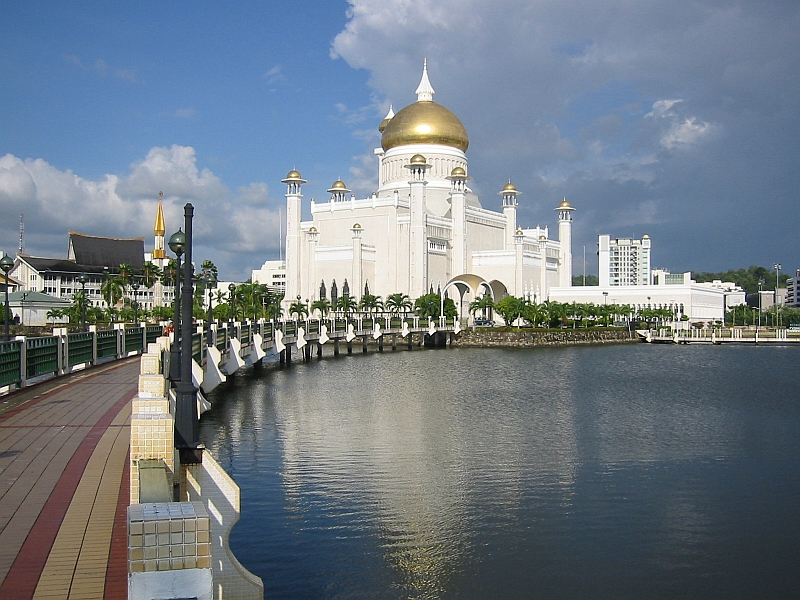
Мечеть Омара Али Сайфуддина

Официальная религия — ислам — 78,8 % населения; 8,7 % — христиане (в основном протестанты и католики); 7,8 % — буддисты; 4,7 % — другие (в основном аборигенные культы). В Брунее официально зарегистрировано 110 мечетей, 6 христианских церквей, 3 китайских храма и один индуистский храм.
С конца 1980-х годов в стране действовала концепция Мелаю-Ислам-Бераджа («Малайская исламская монархия»), которая предусматривала уважение и равные права всех конфессий на территории страны, но с доминирующей ролью ислама. В 2013 году, в связи с принятием султаном Брунея Хассанал Болкиа шариатской уголовно-правовой системы, проповедь других религий мусульманам либо атеистам запрещена. Нарушение данного указа грозит штрафом в $20 тыс. и тюремным заключением на 5 лет. 1 мая 2014 года Бруней стал шариатской страной, вместе с этим были приняты новые законы, позволяющие приговаривать к смертной казни за гомосексуализм и пороть женщин за попытку сделать аборт.
Из христианских конфессий в основном распространены протестантизм и католицизм. Конфуцианство и даосизм распространены в китайских общинах.

## Экономика
Бруней — развивающееся государство, экспортёр нефти. Одно из самых богатых и обеспеченных государств мира. За богатство жителей и султана страну называют «исламский Диснейленд». Благодаря богатым запасам нефти и газа Бруней занимает одно из первых мест в Азии по уровню жизни. ВНП на душу населения в 2009 году — 50,1 тыс. долларов (9-е место в мире). 40 % работающих здесь — рабочие из соседних стран Восточной и Юго-Восточной Азии. Бруней имеет богатые месторождения нефти и природного газа Сериа и Муара на шельфе Южно-Китайского моря.
Основу экономики государства составляет добыча и переработка нефти (свыше 10 млн т в год) и газа (свыше 12 млрд м³), экспорт которых даёт более 90 % валютных поступлений (60 % ВНП). По производству сжиженного газа Бруней занимает 4-е место в мире — на территории страны действует завод по сжижению газа, который вывозится газовозами в Японию и другие страны. Часть нефти и газа перерабатывается на заводах соседнего Саравака (Малайзия).
В стране развиты целлюлозно-бумажная промышленность, производство минеральных удобрений, стройматериалов, ведётся заготовка и переработка древесины. В Брунее выращивают рис, кукурузу, кокосовые и саговые пальмы, бананы, ямс, пряности, батат, кассаву, какао-бобы, кофе.
Кустарные промыслы: золотое и серебряное шитьё, изготовление ювелирных изделий и бронзовых сувенирных пушек.
Сельское хозяйство (4,2 % рабочей силы, 0,7 % ВВП) развито слабо, 80 % продуктов питания Бруней импортирует. В Брунее культивируются рис, овощи, фрукты, разводятся куры, буйволы, козы.
Правительство предпринимает меры по диверсификации экономики, стимулируя развитие банковских и других финансовых институтов и стремясь привлечь в страну туристов.

### Внешняя торговля
Экспорт — 5,885 млрд $ (в 2017 году) — сырая нефть, природный газ, одежда.
Основные покупатели: Япония — 27,8 %, Республика Корея — 12,4 %, Таиланд — 11,5 %, Малайзия — 11,3 %, Индия — 9,3 %, Сингапур — 7,7 %, Швейцария — 5 %, Китай — 4,7 %.
Импорт — 2,998 млрд $ (в 2017 году) — промышленная продукция, потребительские товары, продовольствие.
Основные поставщики: Китай — 19,8 %, Сингапур — 19 %, Малайзия — 18,8 %, США — 9,2 %, Германия — 5,9 %, Япония — 4,1 %, Великобритания — 4 %.

### Интернет
Согласно данным МСЭ, количество интернет-пользователей в стране составляет 318 900 чел. (2010), проникновение интернета — 80,7 %.
- В системе средств массовой информации компания «Радио и телевидение Брунея» — РТБ (Radio Televisyen Brunei — RTB), контролируемая государством.
- Телевизионные передачи в цвете осуществляются с 1975 г. (система Pal 625) и ведутся на малайском и английском языках с 6 часов утра и до полуночи и дольше. Передачи принимаются на пятом канале в Бруней-Муаре, Тутонге и Тембуронге и на восьмом канале — в Белаите. Некоторые брунейские программы можно смотреть и через спутник в течение семи часов, начиная с 15:00 по брунейскому времени. Соотношение местных и зарубежных программ 35:65. Около 75 процентов закупаемых за рубежом программ приходятся на США, остальные — на Англию, Австралию и страны АСЕАН. Некоторые местные программы (документальные фильмы) завоёвывали международные призы, в частности Hoso Bunka Foundation Awards.
- Завершение спутниковых станций в Телисае в 1979 и 1983 гг. не только улучшило и расширило телекоммуникационные службы, но и способствовало быстрой передаче новостных передач. С целью расширить источники поступления новостей РТБ принимает участие в обмене программ по линии Asiavision, организованного Asia Broadcasting Union. РТБ получает также видеоматериалы от UPITN, Reauters, UPI и Visnews.
- Первые радиопередачи осуществлены в мае 1957 г. Тогда их продолжительность не превышала двух часов. В настоящее время существуют две радиопрограммы: одна ведёт передачи на малайском языке, а другая — на английском, китайском и непали общей продолжительностью 30 часов. В районе Куала-Белаита можно принимать передачи радиостанции британских вооружённых сил. Большинство передач на малайском языке — собственного производства, а на английском языке — продукция Би-би-си. С 2001 г. некоторые радиопрограммы доступны через интернет.
- Имеются две системы спутникового телевидения, позволяющие смотреть программы на 28 каналах, включая Cable News Network, BBC World News и несколько развлекательных и спортивных передач. На территории Брунея принимаются также три канала телевидения соседней Малайзии.

## Пресса
- В стране четыре частных ежедневных газеты: две на английском языке «Борнео Буллетин» (Borneo Bulletin), «Ньюс Экспресс» (News Express) и две на малайском «Медиа Пермата» (Media Permata), «Хариан Экспресс» (Harian Ekspres), освещающие внутренние и международные события. Правительство издаёт еженедельную газету на малайском языке «Пелита Бруней».
- Журналы, главным образом, развлекательного характера: «Регал» (Regal), «Мухибах» (Muhibah — мал. «Дружба», принадлежит авиакомпании «Royal Brunei Airlines»), «Мутиара» (Mutiara — мал. «Жемчужина»).
- Кроме того, распространяются некоторые иностранные газеты и журналы. Представительство в Брунее имеют International Times (55 тыс. экз.), агентство Синьхуа (КНР) — бюллетень тиражом 7,5 тыс. экз., газета «Мири Дейли» (23 тыс. экз.)
- В Брунее нет Закона о прессе. Деятельность средств печати подпадает под Акт о газетах (глава 105) и Акт о нежелательных публикациях (глава 25). Работа телевидения регламентируется Актом 1997 г. об электронных СМИ.

## Праздники
Строго установленную дату имеют три официальных праздника:
- День провозглашения независимости (23 февраля);
- День вооружённых сил (31 мая);
- День рождения султана (15 июля).

Остальные праздники — религиозные, и их даты определяются по мусульманской хиджре. К ним относятся:
- Исра уа Миградж;
- Рамадан;
- Ид аль-фитр — праздник разговения после окончания поста (1 шавваль);
- Ид аль-адха — в память жертвоприношения Ибрахима (10 зуль-хиджа);
- Хиджра — Мусульманский Новый год (1 мухаррам);
- Маулид ан-наби — день рождения пророка Мухаммада (12 раби авваль);
- К официальным праздникам относится также Китайский новый год (январь-февраль).

Кроме того, отмечаются праздники (рабочие дни):
- День учителя — 23 сентября;
- День государственного служащего — 29 сентября (в честь принятия Конституции).